# Allochernes wideri wideri
Allochernes wideri wideri es una subespecie de arácnido  del orden Pseudoscorpionida de la familia Chernetidae. Presenta las subespecies Allochernes wideri phaleratus y Allochernes wideri transcaucasicus 

## Distribución geográfica
Se encuentra en Europa y Azerbaiyán.